# Parc national de Yalgorup
Le parc national du Yalgorup (anglais : Yalgorup National Park) est un parc national australien, situé à l'ouest de l'Australie, à 105 km au sud de Perth, directement au sud de Mandurah. Il est inclus dans le système de Peel-Yalgorup, un site Ramsar reconnu en 1990.